# Puštík vousatý
Puštík vousatý (též puštík bradatý, věd. Strix nebulosa) je velká sova z čeledi puštíkovití. Je největším z puštíků, na délku těla přerůstá i výra velkého (postrádá však jeho mohutnost). Jméno dostal podle bílých peříček zespodu lemujících jeho masku, což budí dojem bílého kníru.

## Popis
Puštík vousatý náleží k největším sovám. S délkou těla 61–84 cm (obvykle okolo 72 cm) a rozpětím křídel až 152 cm (obvykle kolem 140 cm) a hmotností 580–1900 g je největší severoamerickou sovou. V Evropě mu konkuruje výr velký, který je na délku menší, ale celkově mohutnější a má delší křídla. Samice puštíka vousatého jsou mírně větší než samci. Starší jedinci mají žluté oči a okolo nich tmavé kruhy v šedé masce. Zdola je maska lemována bílými pírky připomínajícími knír, což dalo druhu jeho jméno.

## Rozšíření
Přirozený areál puštíka vousatého zahrnuje Fennoskandinávii, jižní část severní Asie a Severní Ameriku, kde hnízdí mezi Velkými jezery a Hudsonovým zálivem a dál na západ až k pobřeží Aljašky. Na západě jeho areál zasahuje hluboce na jih Severní Ameriky, je známa i malá populace z kalifornské Sierry Nevady. Velikost kanadsko-americké populace se odhaduje na 60 000 dospělých puštíků vousatých, evropská populace dosahuje 4000 až 15 000. Celkový počet dospělých jedinců se může pohybovat okolo 127 000 (odhad k roku 2013).
Vyhledává vzrostlé a nepříliš husté jehličnaté lesy, kde je dostatek mýtin, luk a volného prostoru.

## Hnízdění
Hnízdí na pahýlech starých stromů nebo v hnízdech dravců. Obvyklá snůška se pohybuje okolo 3–4 vajec. Pro puštíky není problém zahnízdit v zimě za hlubokého sněhu. Mláďata se rozlézají z hnízda mnohem dříve, než začnou létat (asi ve 4. týdnu života), rodiče je pak ještě celé léto hlídají a krmí. Jako řada jiných puštíků bez váhání napadnou kohokoliv, kdo by se příliš přiblížil k jejich hnízdu, včetně velkých šelem či člověka. Vzhledem k jejich velikosti a síle dokážou úspěšně zahnat i velké vetřelce. Přesto hyne až 1/3 mladých puštíků, příčinou je hlad nebo predátoři, zejména lasice, krkavci a výři virginští.

## Potrava
Puštík vousatý létá velice tiše a má vynikající sluch. Často loví tak, že létá nad sněhem a naslouchá zvukům pod ním. Když zaslechne kořist, vrhne se prudce celou svou vahou na místo, kde se pohybuje, čímž dokáže prorazit krustu, která by unesla osmdesátikilového člověka. Kořistí jsou zejména malí savci, převážně hlodavci. Schopnost lovit kořist i v hlubokém sněhu, kde jsou ostatní sovy bez šancí na úspěch, ho předurčuje k životu v chladných podmínkách. Dospělý puštík spořádá v zimě za jediný den hlodavce představující třetinu jeho hmotnosti. Severní populace migrují za potravou stovky kilometrů podle výskytu hrabošů, kteří jsou jejich téměř výhradní potravou, naproti tomu jižní jsou usedlejší, mají pestřejší stravu a někdy vytvářejí trvalá lovecká teritoria o průměru až 8 km.

## Chov v zoo
Puštíky vousaté chová v České republice většina zoologických zahrad – například Zoo Praha, Zoo Brno, Zoo Děčín, Zoo Hluboká nad Vltavou, Zoopark Chomutov či Zoo Tábor.

## Galerie

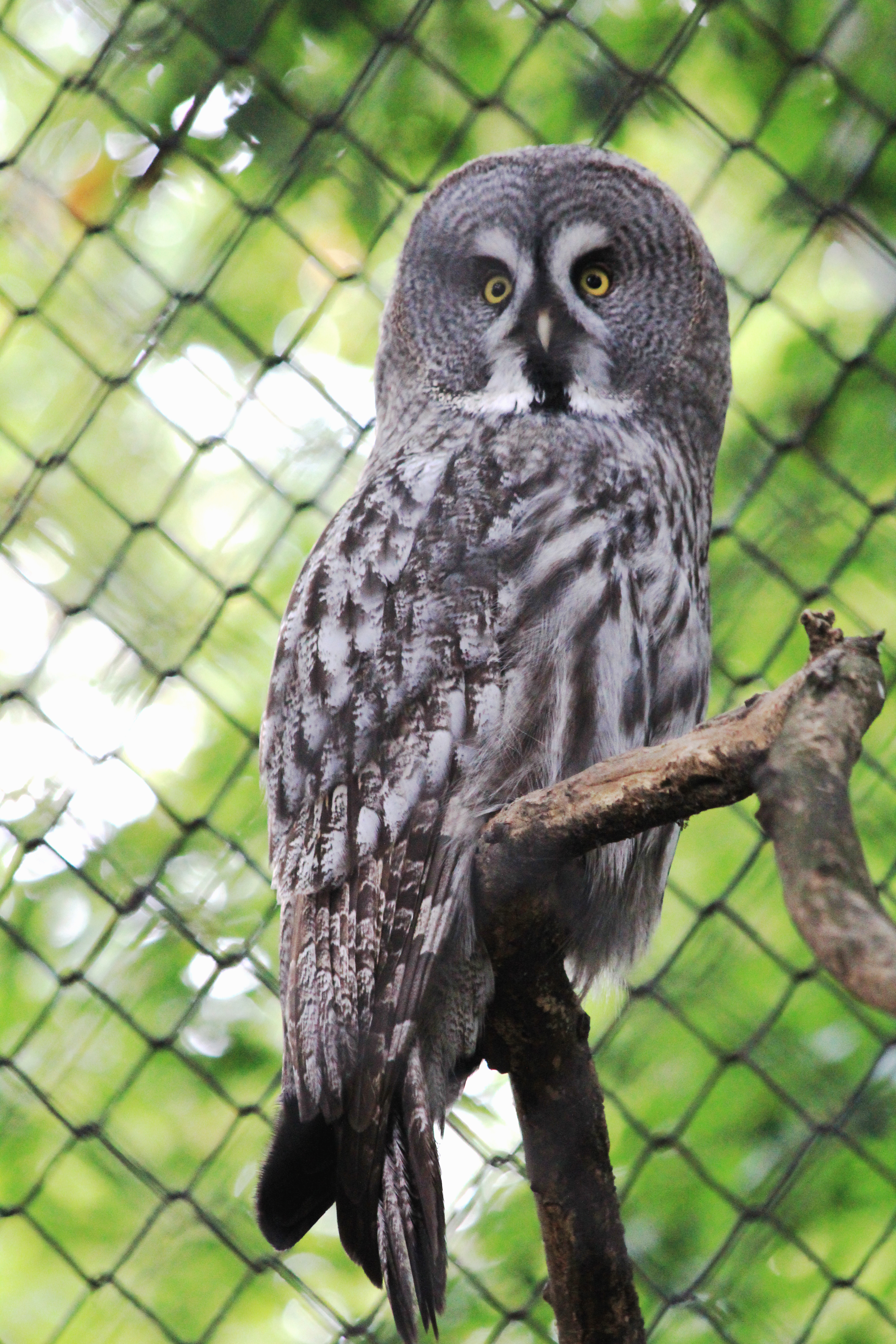
Puštík vousatý v Zoo Praha
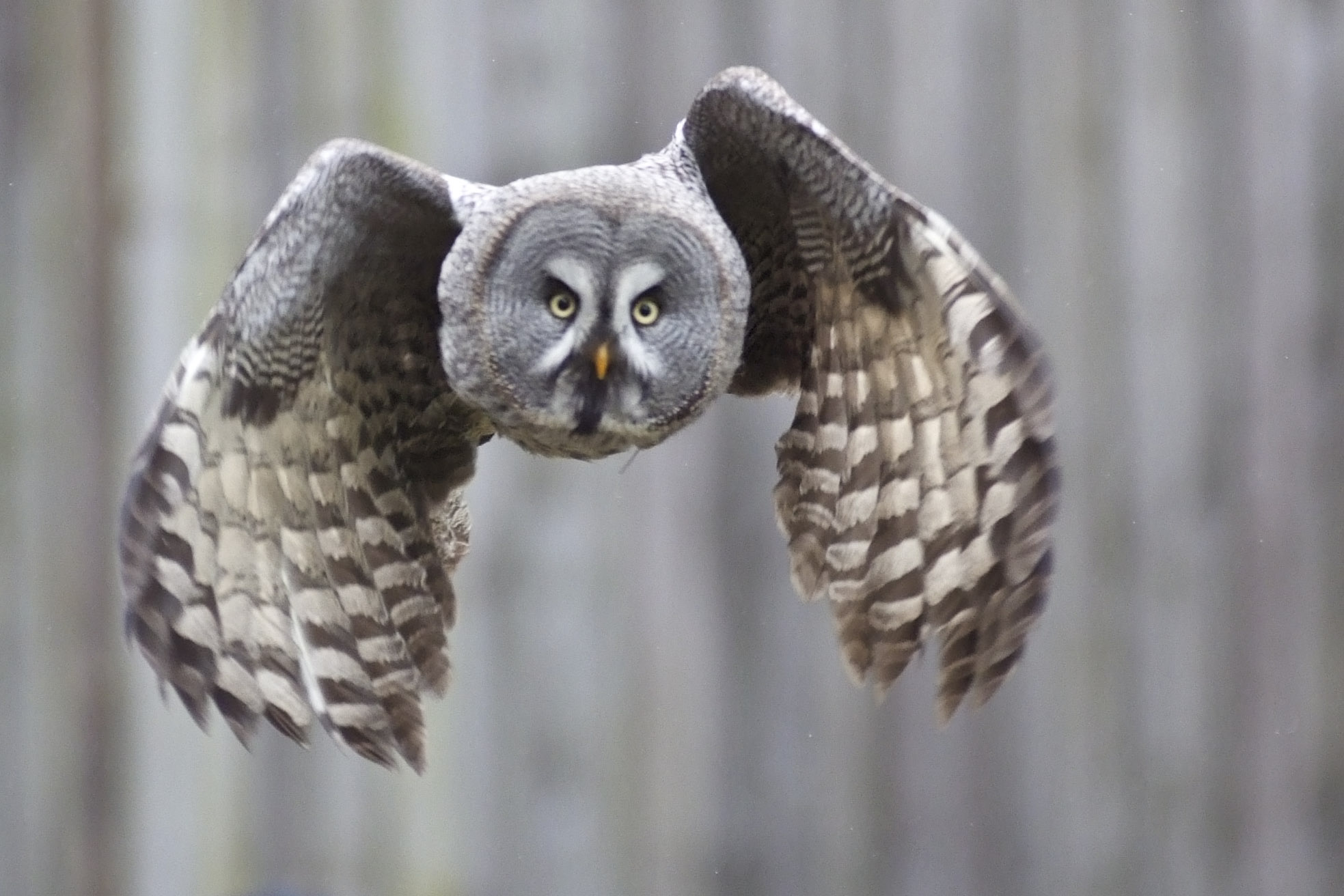
Puštík vousatý za letu
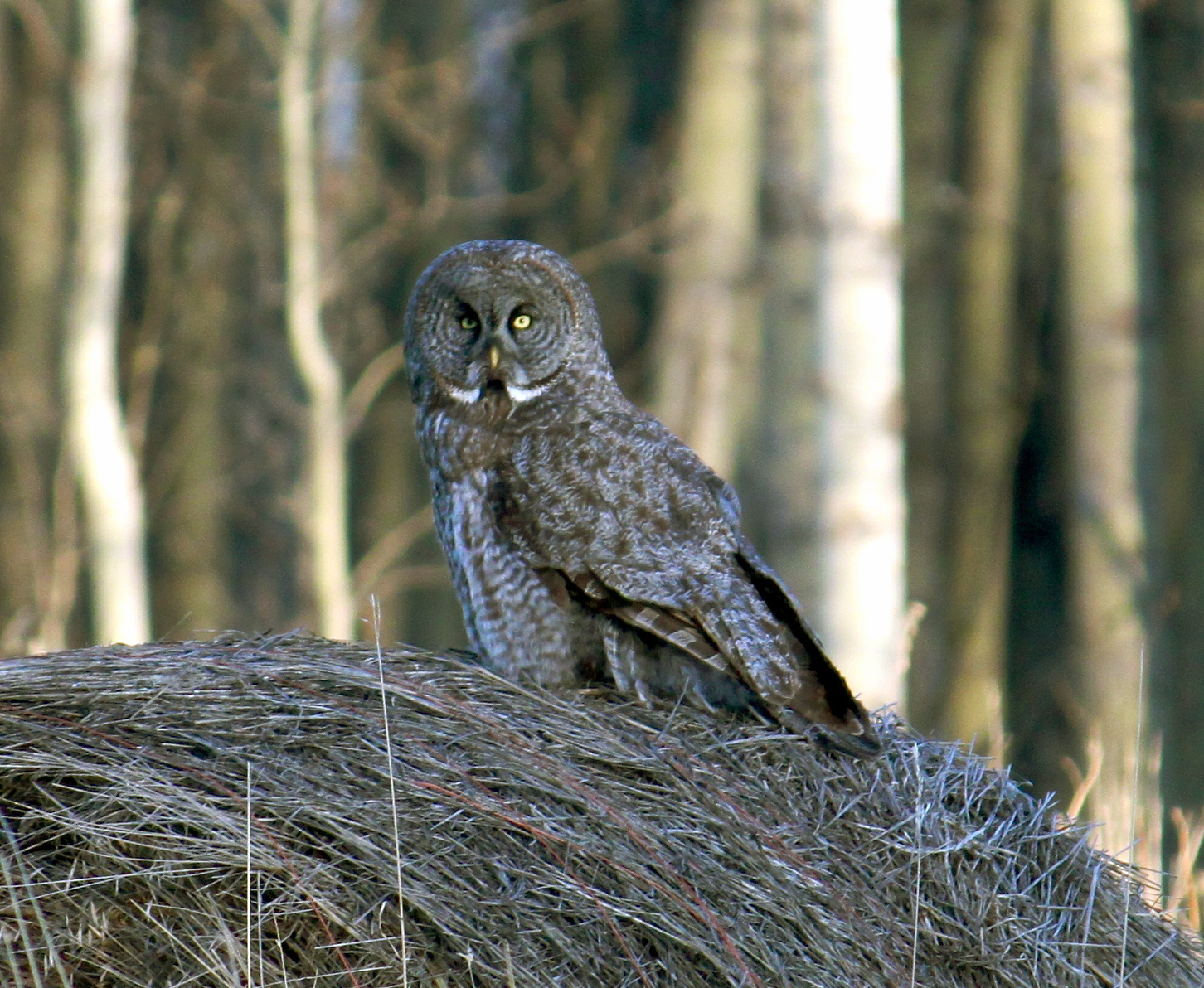
Puštík vousatý na pozorovatelně – balíku sena
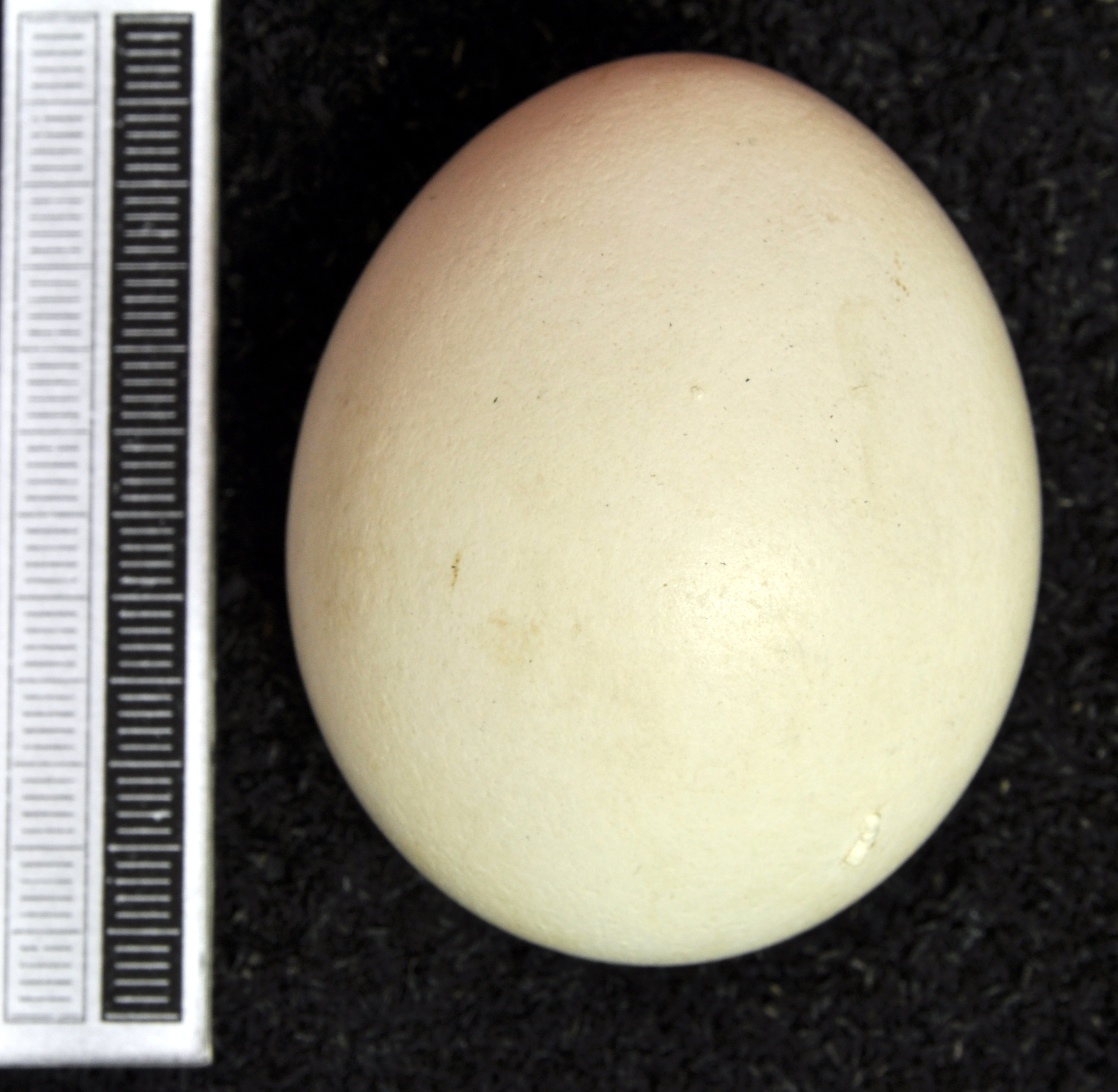
Vejce puštíka vousatého
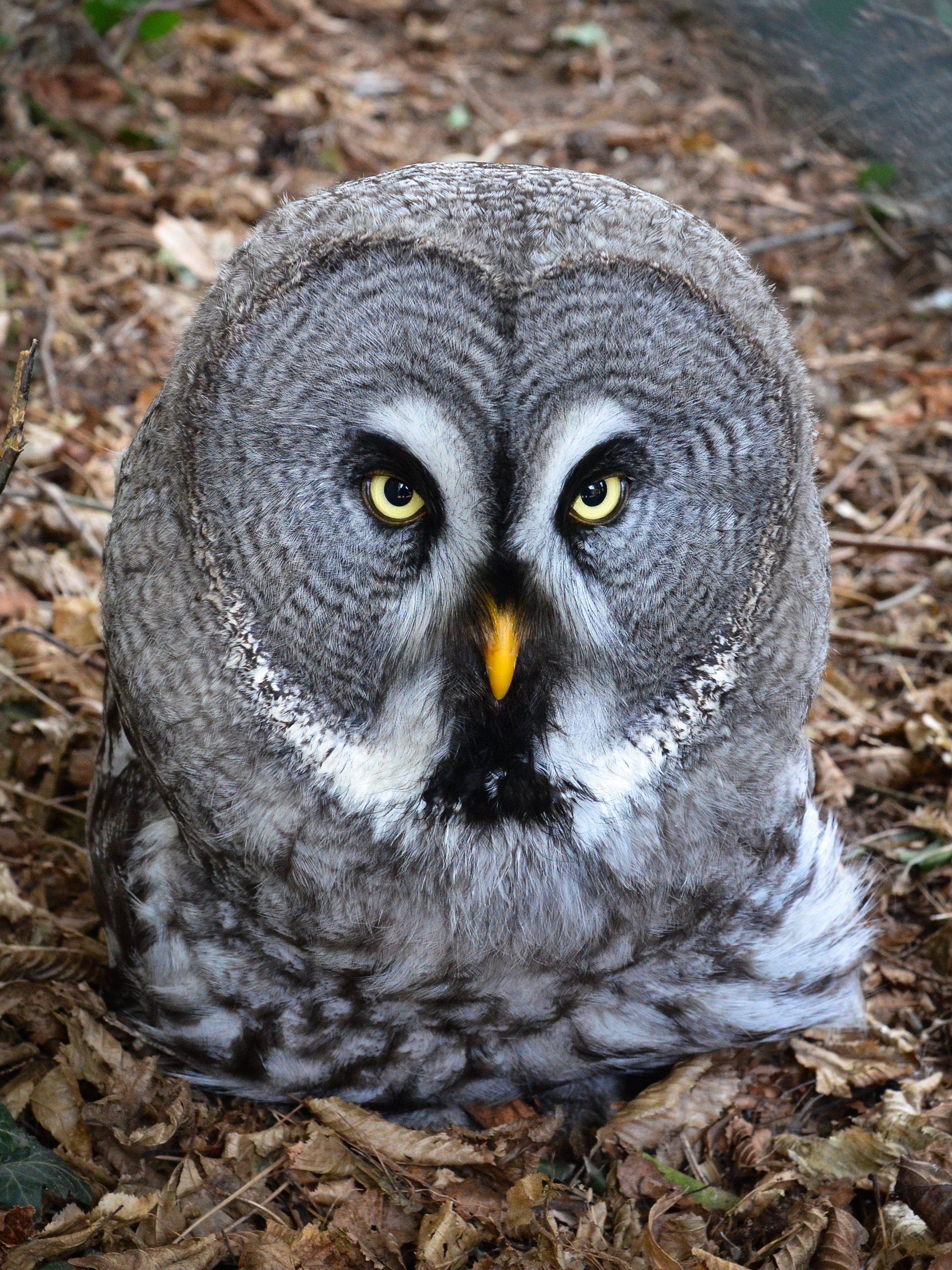
Detail hlavy puštíka vousatého
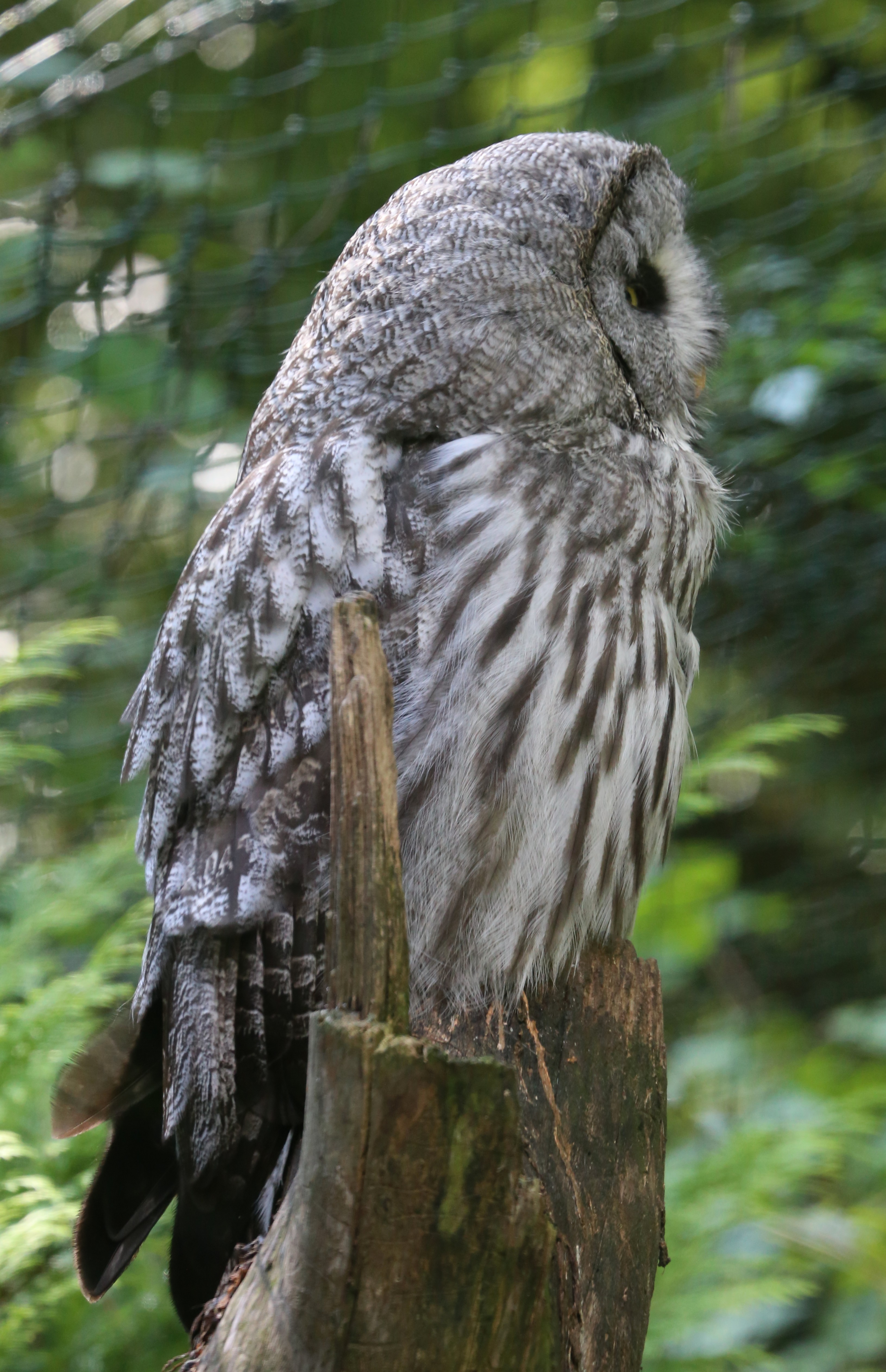
Puštík vousatý ze strany